# Hernandia labyrinthica
Hernandia labyrinthica är en tvåhjärtbladig växtart som beskrevs av Takasi Tuyama. Hernandia labyrinthica ingår i släktet Hernandia och familjen Hernandiaceae. Inga underarter finns listade i Catalogue of Life.